# Fischer György (iskolaigazgató)
Fischer György (Malomárka, 1843. október 17. – ?) főgimnáziumi igazgató.

## Életútja
A gimnáziumot 1862-ben végezte és 1867. április 7-én alkalmazták tanárnak a besztercei ágostai evangélikus főgimnáziumban, ahol a vallástant, görög- és latin nyelvet adta elő és ahol 1882. június 18-ától fogva egyszersmind igazgató is volt.
Programmértekezése: Zur Geschichte der Stadt und des Kapitels Bistritz im ersten Jahrzehend des achtzehnten Jahrhundert (Beszterczei ág. ev. főgymnasium Értesítője 1879.)
Szerkesztette a besztercei ágostai evangélikus főgimnázium német Programmjait 1882-től.

## Munkája
- Aus dem Innerleben des Bistritzer Kapitels im Anfange des achtzehnten Jahrhunderts. Bistritz, 1887.